# Laila Traby
Pour les articles homonymes, voir Traby.
Laila Traby, née le 26 mars 1979 à Laâyoune, est une athlète française d'origine marocaine, spécialiste des courses de fond et de cross-country. Elle fut licenciée à Martigues jusqu'au 31 aout 2014. Le 18 mai 2015, elle est suspendue trois ans par l'Agence française de lutte contre le dopage.

## Biographie
Laila Traby commence sa carrière sportive à l’institut des sports de Rabat. Selon elle, ses origines sahraouies ne lui ont pas permis de progresser dans son pays natal. Elle accuse la Fédération marocaine d'ahtlétisme de l'avoir privée d'une sélection aux Jeux panarabes de 2004 en ajoutant une seconde à son temps de qualification. Elle émigre en France sans papiers en 2005 puis est naturalisée en 2013.
Sa carrière ne débute réellement qu'en 2013, où elle remporte une médaille d'argent aux Championnats d'Europe de cross par équipes. 
En un an, elle surprend en améliorant de près de trois minutes son record sur 10 km hors stade, passant de 34 min 36 s à 31 min 56 s.
En 2014, elle remporte le titre de championne de France du 5 000 m. Un mois plus tard aux championnats d'Europe d'athlétisme, elle remporte la médaille de bronze sur 10 000 m.
Le 7 novembre, les gendarmes perquisitionnent l'appartement occupé notamment par Laila Traby lors d'un stage à Font-Romeu, haut lieu d'entraînement du fond français. Plusieurs ampoules d'EPO et des seringues sont retrouvées dans un réfrigérateur. Selon Le Monde, "l’athlète aurait notamment affirmé ne pas être Laïla Traby, avant de se mettre à parler uniquement en arabe et de ne plus vouloir remplir aucun papier. Une mauvaise volonté manifeste qui a conduit les gendarmes de Prades à la placer en garde à vue". Garde à vue durant laquelle une prise de sang confirmera la présence d'EPO dans son organisme. L'athlète se dit « victime d'un complot », alors que l'EPO ne peut s'administrer que par injection intraveineuse.
Le 18 mai 2015, elle est suspendue trois ans par l'Agence française de lutte contre le dopage.

## Palmarès

### International
| Date | Compétition                    | Lieu     | Résultat | Épreuve     | Performance    |
| ---- | ------------------------------ | -------- | -------- | ----------- | -------------- |
| 2013 | Championnats d'Europe de cross | Belgrade | 2e       | Par équipes |                |
| 2014 | Championnats d'Europe          | Zurich   | 3e       | 10 000 m    | 32 min 26 s 03 |

### National
| Date | Compétition            | Lieu  | Résultat | Épreuve | Performance    |
| ---- | ---------------------- | ----- | -------- | ------- | -------------- |
| 2014 | Championnats de France | Reims | 1er      | 5 000 m | 15 min 59 s 60 |